# Настоящие антилопы
Настоя́щие антило́пы (лат. Antilopinae) — обширное подсемейство африканских и азиатских полорогих. В среднем они крупнее, чем косули. Как правило, у них стройные ноги и изящное телосложение. Тем не менее, внутри подсемейства существуют многочисленные отличия. К родам и видам настоящих антилоп относятся:
- род Гарны (Antilope)
  - Гарна (Antilope cervicapra)
- род Дибатаги (Ammodorcas)
  - Дибатаг (Ammodorcas clarkei)
- род Геренуки (Litocranius)
  - Геренук (Litocranius walleri)
- род Газели (Gazella)
  - Газель-доркас (Gazella dorcas)
  - Gazella saudiya
  - Gazella bennettii
  - Обыкновенная газель (Gazella gazella)
  - Gazella bilkis
  - Gazella arabica
  - Газель Спика (Gazella spekei)
  - Газель-эдми (Gazella cuvieri), или газель Кювье[2]
  - Краснолобая газель (Gazella rufifrons), или рыжелобая газель[2]
  - Газель Томсона (Gazella thomsoni)
  - Рыжая газель (Gazella rufina)[2]
  - Джейран (Gazella subgutturosa)
  - Песчаная газель (Gazella leptoceros)
  - Газель-дама (Gazella dama)
  - Сомалийская газель (Gazella soemmeringii)
  - Газель Гранта (Gazella granti)
- род Спрингбоки (Antidorcas)
  - Спрингбок (Antidorcas marsupialis)
- род Дзерены (Procapra)
  - Тибетский дзерен (Procapra picticaudata)
  - Дзерен Пржевальского (Procapra przewalskii)
  - Монгольский дзерен (Procapra gutturosa)
- род Сайги (Saiga)
  - Сайга (Saiga tatarica)
- род Pseudonovibos
  - Pseudonovibos spiralis
- род Карликовые антилопы (Neotragus)
  - Карликовая антилопа (Neotragus pygmaeus)[3]
  - Антилопа-крошка (Neotragus batesi)[3]
  - Суни (Neotragus moschatus)[3]
- род Дикдики (Madoqua)
  - Дикдик Гюнтера (Madoqua guentheri)[4][3]
  - Обыкновенный дикдик (Madoqua kirkii)[2]
  - Сомалийский дикдик (Madoqua piacentinii)[2]
  - Горный дикдик (Madoqua saltiana)[2], или эритрейский дикдик[2]
- род Антилопы-прыгуны (Oreotragus)
  - Антилопа-прыгун (Oreotragus oreotragus)[3]
- род Бейры (Dorcatragus)
  - Бейра (Dorcatragus megalotis)[3]
- род Стенбоки (Raphicerus)
  - Обыкновенный стенбок (Raphicerus campestris)[3]
  - Грисбок (Raphicerus melanotis)[3]
  - Стенбок Шарпа (Raphicerus sharpei)[3]
- род Ориби (Ourebia)
  - Ориби (Ourebia ourebi)[3]

Род Pseudonovibos не является окончательно достоверным таксоном. Он известен только по небольшому количеству находок рогов, которые считаются многими зоологами подделкой.
Иногда к настоящим антилопам причисляются также тибетская антилопа и косулья антилопа. Сайгак приписывается иногда к козлам и баранам.
Ранее трибу карликовых антилоп Neotragini, включающую роды Neotragus, Madoqua, Oreotragus, Dorcatragus, Raphicerus и Ourebia, входящую в подсемейство настоящих антилоп, рассматривали как самостоятельное подсемейство (Neotraginae Sclater et Thomas, 1894).